# Џолин Блејлок
Џолин Блејлок (енгл. Jolene Blalock; Сан Дијего, Калифорнија, САД, 5. март 1975) је америчка глумица и бивша манекенка. Најпознатија је по улози Т'Пол у ТВ серији „Звездане стазе: Ентерпрајз“.

## Биографија
Највећи део свог детињства, Џолин је провела у Сан Дијегу, али се са својим родитељима преселила у Оклахому, где је живела неколико година, након чега се вратила у свој родни град. У шестом разреду се придружила школској драмској секцији. Пошто ју је у 17. години преварио дечко, отишла је од куће и почела да се бави манекенством у Европи и Азији. Године 1998, због посла долази у Лос Анђелес, где се појавила у неколико реклама. Своју прву улогу, Блејлокова је остварила у ТВ серији „Veronica's Closet“, а убрзо је добила и улоге у ТВ филмовима „Јасон и Аргонаути“ и „On the Edge“.
Своју најпознатију улогу, улогу Вулканке Т'Пол (енгл. T'Pol) у ТВ серији „Звездане стазе: Ентерпрајз“ је замало одбила, али је на крају одлучила да је прихвати. Џолин је, по сопственом признању, „Треки“ (енгл. Trekkie), обожавалац „Звезданих стаза“, поготово оригиналне серије уз коју је одрасла. Омиљени лик јој је био Спок (енгл. Spock), који је Вулканац, као и њен лик. Такође, изјавила је да је он, а не капетан Кирк (енгл. James T. Kirk), био секс симбол. Током треће и четврте сезоне серије, отворено ју је критиковала, тврдећи да јој недостаје креативности, а да су продуценти изгубили корак са обожаваоцима „Звезданих стаза“.
Појавила се на насловним странама бројних мушких часописа, међу којима се налазе и „Плејбој“ (2002) и „Стаф“ (енгл. Stuff; 2004). Како би промовисала свој нови филм „Slow Burn“, 2005. је гостовала на Међународном филмском фестивалу у Торонту (енгл. Toronto International Film Festival).

### Приватни живот
Забављала се са глумцем Едвардом Ферлонгом, са којим је 25. септембра 2001. године изазвала саобраћајну несрећу, због чега су обоје ухапшени.
Априла 2003. године је са својим тадашњим дечком Мајклом Рапином (енгл. Michael Rapino) и са целим њиховим породицама отишла на одмор на Јамајку. Тамо га је, клекнувши на једно колено, запросила пред свим члановима њихових породица, а венчали су се следећег дана.
Године 2004. прогањао ју је један њен опсесивни обожавалац који је, после хапшења, послат у болницу на процену душевног здравља.

## Филмографија
| Улоге Џолин Блејлок |                            |               |                    |          |
| Година              | Српски назив               | Изворни назив | Улога              | Напомена |
| 1998.               |                            |               |                    |          |
| 1999.               |                            |               |                    |          |
| 2000.               |                            |               |                    |          |
| 2000.               |                            |               | Либи               |          |
| 2000.               |                            |               | Кристи             |          |
| 2000.               | Јасон и Аргонаути          |               | Медеја             |          |
| 2000.               | Место злочина              |               | Лора Гарис         |          |
| 2001.               |                            |               | Руби Грејнџ        |          |
| 2001.               | Војни адвокати             |               | каплар Лиса Антун  |          |
| 2001.               |                            |               | Чарлијева жена     |          |
| 2003 — 2004.        |                            |               | Ишта               |          |
| 2001 — 2005.        | Звездане стазе: Ентерпрајз |               | поткомандант Т'Пол |          |
| 2005.               |                            |               | Нора Тимер         |          |
| 2006.               |                            |               | Џоана              |          |
| 2007.               |                            |               | Кејт               |          |
| 2008.               |                            |               | капетан Лола Бек   |          |
| 2008.               | Истражитељи из Мајамија    |               | Фератели Портер    |          |
| 2014.               | Секси снимак               |               | Каталина           |          |

## Награде
- Награда Сатурн за најбољу споредну женску улогу на телевизији (2002)
- Специјална награда Сатурн: Синскејп награда за жанровско женско лице будућности (2002)

Часопис „Стаф“ ју је 2002. прогласио за 94. најсексипилнију жену света. Исте године, Џолин се нашла на 10. месту листе „Hot 100“, коју је саставио часопис „Максим“ (енгл. Maxim). Амерички часопис „Фам фатал“ (енгл. Femme Fatale) ју је 2003. прогласио за 3. најсексипилнију жену света.